# Anne Hunter
Anne Hunter (née Home) (13 mars 1742- 7 janvier 1821) est une poétesse britannique.
Elle est la fille aînée du chirurgien militaire Robert Boyne Home et la sœur du médecin Everard Home. Elle épouse en juillet 1771 le chirurgien John Hunter.

## Biographie
Avant son mariage elle avait acquis une réputation comme poétesse romantique. Ses textes littéraires étaient parmi les plus agréables de son temps. S'ils manquent parfois de profondeur, ils expriment des sentiments naturels sur des thèmes domestiques et dans une expression faite de simplicité. Elle était très liée avec Élisabeth Carter et Mary Delany. Fanny Burney la décrit comme très jolie et lui reconnaît une grande intelligence. À la mort de son mari en 1793, sa situation financière se dégrade et elle doit vendre le mobilier et la bibliothèque de son mari ; par la suite elle est secouru grâce à la générosité de la reine. Son poème  "Sports of the Genii" écrit en 1797 affiche plus d'humour et de fantaisie.
Elle a eu quatre enfants, dont deux survécurent à l'âge adulte : un fils et une fille Agnès qui épousa Sir James Campbell de Inverneill. Son gendre lui fournit une petite rente. Elle vécut ses dernières années à Londres où elle meurt en 1821.
Elle est surtout connue aujourd'hui pour les textes que Joseph Haydn a mis en musique. Sur le corpus de 14 chansons en anglais, neuf sont sur des poèmes d'Anne Hunter, parmi lesquels :
- The Mermaid's Song,
- Fidelity,
- Pleasing Pain,
- The Spirit's Song
- My Mother bids me bind my Hair

Elle était veuve à l'époque du séjour à Londres du compositeur, et les relations avec Haydn ont peut-être pris un tour sentimental.

## Source
- (en) Cet article est partiellement ou en totalité issu de l’article de Wikipédia en anglais intitulé « Anne Hunter » (voir la liste des auteurs).